# Rebecca Sonkiss

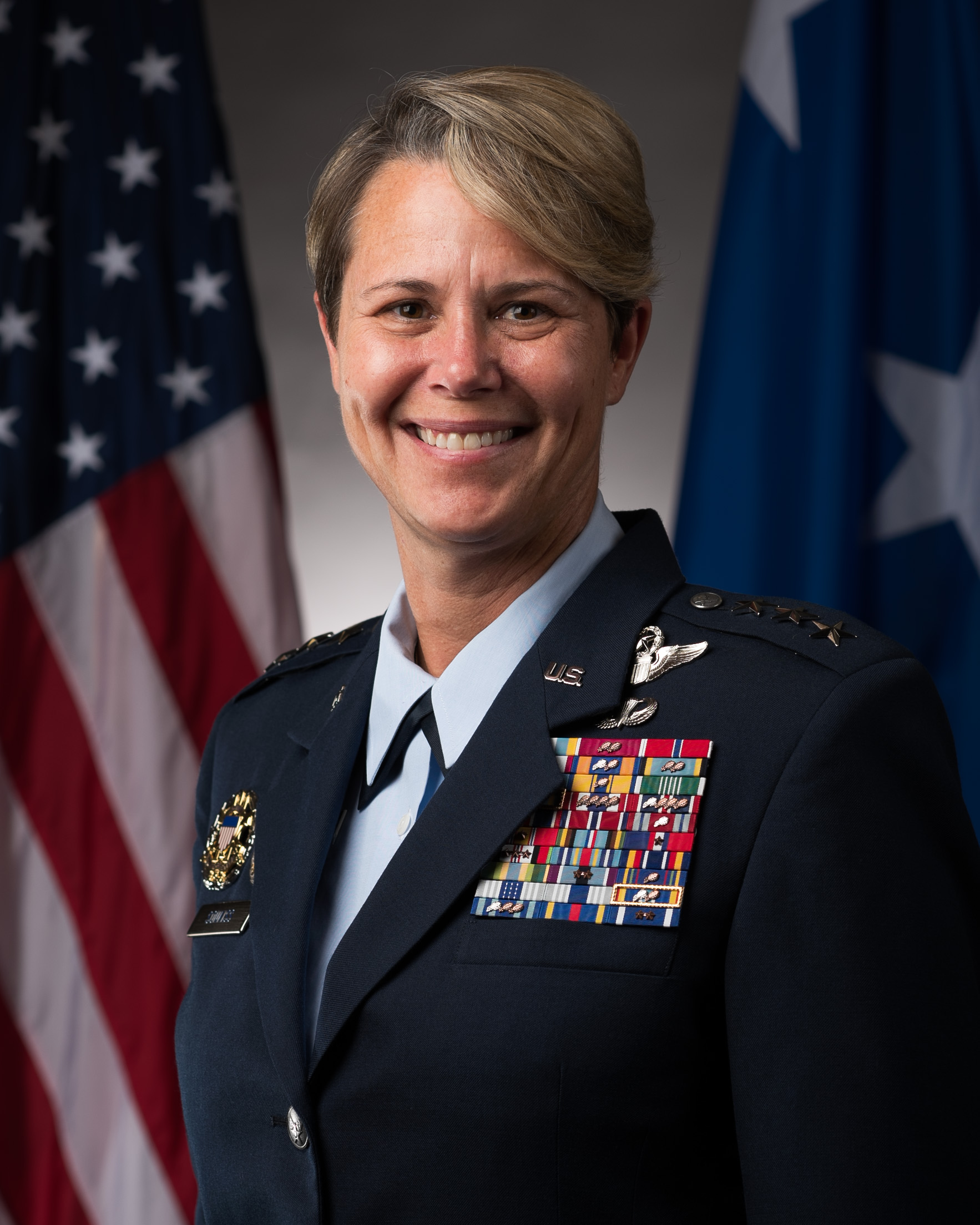
Rebecca J. Sonkiss (2024)

Rebecca J. Sonkiss (* 1972) ist ein US-amerikanischer Generalleutnant der United States Air Force und stellvertretende Kommandeurin des Air Mobility Commands auf der Scott Air Force Base im US-Bundesstaat Illinois.

## Leben
Rebecca Sonkiss graduierte 1994 an der United States Air Force Academy mit einem Bachelor of Science in Technischer Mechanik. Nach mehreren Ausbildungen war sie von 1996 bis 1999 auf dem Muster Lockheed EC-130E in der 42nd Airborne Command and Control Squadron auf der Davis-Monthan Air Force Base in Tucson, Arizona, stationiert und anschließend bis Dezember 2001 auf der Drohne RQ-1A/B bei der 11th Reconnaissance Squadron auf der Creech Air Force Base in Nevada. Danach erfolgte ihre Umschulung auf das Transportflugzeug Boeing C-17 auf der Altus Air Force Base in Oklahoma und danach der Einsatz in der 8th Airlift Squadron im 62nd Airlift Wing auf der McChord Air Force Base im US-Bundesstaat Washington. Von August 2005 bis August 2006 war sie als Expertin für Unmanned Aircraft Systems im Hauptquartier der United States Air Force im Pentagon in Arlington, Virginia, eingesetzt.
Nach mehreren Verwendungen außerhalb des Lufttransports übernahm sie im Mai 2010 die 15th Airlift Squadron auf der Charleston Air Force Base in South Carolina als Staffelkapitän und wurde nach dieser Verwendung von Juni 2012 bis Juni 2013 als Executive Officer des Kommandos des Air Mobility Commands auf der Scott Air Force Base eingesetzt; sie absolvierte 2011 zudem den Lehrgang für Stabsoffiziere am Air Command and Staff College auf der Maxwell-Gunter Air Force Base in Alabama als Fernstudium. Danach war sie Lehrgangsteilnehmerin an der Dwight D. Eisenhower School for National Security and Resource Strategy in Fort Lesley J. McNair in Washington, D.C. Von Juni 2014 bis Juli 2016 war sie Verbindungsoffizier des United States Transportation Command zum United States Central Command und Special Operations Command auf der MacDill Air Force Base in Florida.
Anschließend übernahm sie das 455th Air Expeditionary Wing auf der Bagram Air Base in Afghanistan als Vizekommandeur und von Juli 2017 bis Mai 2018 zunächst das 62nd Airlift Wing auf der McChord Air Force Base in Washington, dann von Juli 2018 bis Juni 2020 das 89th Airlift Wing auf der Joint Base Andrews Naval Air Facility in Maryland jeweils als Kommandeur. Das 89th Airlift Wing ist für den sicheren Betrieb der Air Force One und damit den Transport des Präsidenten und Vizepräsidenten der Vereinigten Staaten verantwortlich. Von Juli 2020 bis Mai 2022 war sie, nunmehr im Dienstgrad Brigadier General, als Deputy Director, Counter Threats and International Cooperation im Joint Staff im Pentagon eingesetzt. Von Mai 2022 bis Juni 2023 übernahm sie das Tanker Airlift Control Center, Teil des Air Mobillity Commands, auf der Scott Air Force Base Illinois und von Juni 2023 bis Oktober 2024 als stellvertretende Kommandeurin und Major General das Air Force Special Operations Command in Hurlburt Field, Florida. Im Oktober 2024 wurde sie zum Lieutenant General ernannt und übernahm gleichzeitig das Amt als Deputy Commander, Air Mobility Command wiederum auf der Scott Air Force Base in Illinois.